# Bothrops muriciensis
Bothrops muriciensis é uma espécie de serpente da família Viperidae. Endêmica do Brasil, pode ser encontrada apenas na Mata Atlântica de Murici, ao norte de Maceió, no estado de Alagoas.